# ثقافة المغرب العربي

بلدان المغرب العربي.

ثقافة المغرب العربي هي ثقافة دول المغرب العربي الممتد من ليبيا شرقا إلى تونس، الجزائر، المغرب   وصولا إلى موريتانيا غربا، ثقافة تكونت من الأمازيغ السكان الأصليين للمنطقة ومزيج من الحضارات الأوروبية من الإمبراطورية الرومانية وصولا إلى الوندال والمسلمين العرب الفاتحين في القرن الثامن الميلادي.
أشتهرت المنطقة منذ القديم بتنوعها الحضاري من مملكة نوميديا  الأمازيغية إلى الإمبراطورية القرطاجية وتركت بصمتا في ثقافة وتاريخ هذه المنطقة إلى يومنا هذا، لكن أغلب التقاليد التي لازالت تتدول إلى اليوم هي في الأساس أمازيغية قديمة وعربية قدمت مع فتح بلاد المغرب الإسلامي في عهد الدولة الأموية.

## ليبيا
ثقافة ليبية
| البلد  | ليبيا         |
| القارة | إفريقيا       |
| فرع من | ثقافة أفريقيا |
| اللغات | العربية       |

| التاريخ | تاريخ ليبيا |

## تونس
ثقافة تونس
| البلد    | تونس          |
| القارة   | إفريقيا       |
| فرع من   | ثقافة أفريقيا |
| الديانات | الدين في تونس |
| اللغات   | العربية       |

| التاريخ | تاريخ تونس |

## المغرب
المغرب متعدد الإثنيات مع ثقافة وحضارة غنيتين. عبر التاريخ المغربي، استضاف هذا البلد العديد من الأشخاص القادمين من الشرق (الفينيقيون واليهود والعرب)، ومن الجنوب (أفريقيا جنوب الصحراء)، ومن الشمال (الرومان، الفاندال، المورو). وكان لكل هذه الفئات جميعها أثر على التركيبة الاجتماعية للمغرب، حيث أنها تضم العديد من المعتقدات، كاليهودية والمسيحية والإسلام.
| البلد    | المغرب          |
| القارة   | إفريقيا         |
| الديانات | الدين في المغرب |
| اللغات   | العربية         |

| التاريخ | تاريخ المغرب |
| العمارة | عمارة المغرب |

فسيفساء
مشهد ريفي من بدايات القرن العشرين الميلادي
تمتلك كل منطقة مغربية خصوصياتها، وتساهم بالتالي في صنع فسيفساء الثقافة والإرث الحضاري المغربي، حيث وضعت المملكة ضمن أولوياتها المحافظة على تراثها الثقافي وحماية تنوعها وخصوصيتها.
في المجال السياسي العالمي، يشار للمغرب كدولة عربية إفريقية.

## الجزائر
الثقافة الجزائرية، تشمل الأدب والموسيقى، والطبخ، والدين وجوانب أخرى من حياة الجزائري، وهي غنية ومتنوعة وعريقة جدا، في كل منطقة وكل مدينة أو واحة مساحة ثقافية معينة. منطقة القبائل، الأوراس، منطقة الجزائر العاصمة، الهضاب العليا، وادي ميزاب، الهقار، الساورة، القطاع الوهراني هي مناطق تحمل خصوصيات ثقافية ولغوية في بعض الأحيان. تعود المظاهر الثقافية الأولى على الأرض الجزائرية لآلاف السنين، من خلال الفن الصخري العريق
```
في 
طاسيلي ناجر
. مرورا إلى جميع المباني الجميلة التي أقيمت طوال تاريخ هذا البلد، وصولا إلى الحرف التي الحاضرة دوما وغنية جدا، يعكس الفن الجزائري تاريخ هذا البلد وتأثيراته المختلفة.
```

وهي من البلدان الأفريقيّة العربية الأكبر مساحة، تقعُ في الشّمالِ الغربي من قارة أفريقيا، وهي عضوٌ في العديدِ من المؤسسات الجدولية؛ كاتحاد المغرب العربي والاتحاد الأفريقي والأمم المتحدة والأوبك، والعديد من المؤسسات العالمية الأخرى، ويطلق عليها (بلد المليون ونصف شهيد)؛ والذّين استشهدوا في ثورة التّحرير الوطنية، ويتمركز الجزائريون في المنطقة الشّمالية من البلاد لمناخها المناسب. الثقافة في الجزائر لا يختلف المجتمع الجزائري بشكلٍ كبيرٍ عن المجتمع الإسلامي، لكن في الوقت الحالي أصبحت الثّقافةُ الجزائرية أكثر تطوراً وانفتاحاً؛ فتفضل فئةُ الشّبابِ في الجزائر استخدام الإنترنت، والمشاركةَ في الكثير من المنتديات الإلكترونية، كما أنّ نسبة المطالعة وقراءة الصّحف ما زالتّ متوسطةً ولم تتدنَّ كثيراً، وخاصّةً عند فئة النّساء، وعادةً ما يفضلون الأفلامَ الغربيةَ وأفلام الأكشن والرّومانسية. الأدبُ الجزائري نشأَ العديدُ من الكتّاب المشهورين في الجزائر؛ الذين لهم دورٌ كبيرٌ في النهضة الأدبية، وكما حازوا على جوائز عالمية؛ مثل الكاتبة آسيا جبار، ومن أشهر الكتّابِ الجزائريين أيضاً أحلام مستغانمي والطّاهر الفضيلة الفاروق ومفدي زكريا. الفنون للفنون دورٌ كبيرٌ في بناءِ الحضارةِ الجزائريةِ؛ فنشأت العديدُ من الفنونِ على أرض الجزائر؛ كالفنونِ القديمةِ التّراثيةِ وصناعة التّحفِ؛ والفن العمارة في الجزائر وقد دخلت قائمةَ «التراث العربي» والعالمي العديدُ من الآثارِ القديمةِ؛ كقلعة بني حماد وادي ميزاب، وآثار مدينة «كويكول»، والعديدُ من المتاحف المنتشرة والتّي توجد بها العديد من التّماثيل الرّومانية القديمة، وتماثيلُ الرّجالِ السّياسين والفسيفساء، وما زال الفنُ منتشراً حديثاً في الرّسمِ وصناعةِ الحلي التّقليديةِ والملابسِ وصناعةِ النّحاس.

## موريتانيا
شكلت موريتانيا[1]، منذ نشأتها حالة فريدة وجسرا تاريخيا بين العرب وإفريقيا. ومنذ أن بدأت هجرات القبائل العربية والبربرية الأولى إلى هذه الربوع بدأ نوع من الامتزاج والتعايش بين تلك القبائل والمجموعات والإفريقية لا إكراه فيه و كان مؤسسا في تشكيل بنية سكانية واجتماعية أخذت من تاريخ المنطقة كل مقومات الترافد الثقافى. وشكل الإسلام السنى المالكى عبر تاريخ البلاد المحدد الأول للهوية المشتركة وجسرا رابطا بين المجموعات المتعايشة في الفضاء الموريتانى من العرب والبولار والسوننكى والولوف ومع تعلقها الشديد بالدين والتدين كمقوم ثابت للعيش المشترك انتجت هذه المجموعات عبر تاريخها المشترك تراثا ثقافيا متنوعا يمتد على خارطة الوطن الثقافية من الموسيقى والشعر إلى المعمار والمخطوطات والعادات والتقاليد والأهازيج والفنون الشعبية والعادات والتقاليد المتداخلة والمتشابهة. و يمكن اعتبار موريتانيا اليوم حالية فريدة في التعايش بين ثقافات متنوعة وأعراق متعددة متصالحة وهو ما أنتج عملية تثاقف مستمرة في الزمان و المكان بين مجموعات تنتج نمطا ثقافيا واجتماعيا متعددا بتعدد الألسن يستجيب بطريقة مدهشة لمتطلبات الوحدة السياسية ويحترم ضرورات التنوع الثقافى. هذا النمط الثقافى المبتكر شكل الإسلام أبرز مكوناته وكانت الثقافة العربية الإسلامية تعززها الذهنية المتدينة أهم عوامل الصهر لكن مع وصول المستعمر كانت بذور الفرقة قد حصلت وإن لم تصل يوما إلى قطيعة حقيقية بالمعنى الإبستيمولوجى ويعتبر بعض الدارسين أن هذا (التمازج العربي الأفريقي) أساسه التنوع وليس ألاختلاف الا أنه يقوم على بنية مجتمعية ليست صلبة النسيج بما فيه الكفاية. فالتمثلات المحلية للأسلمة لم تقض مطلقا على الذهنية السائدة في ترسيخ الترابية في المجتمع التقليدي. ويدرك الموريتانيين أكثر من غيرهم أن اختلاف الأعراق والثقافات والألسن هو من ايات الله في خلقه و أحد مظاهر القوة والاستمرار ويتحدث علما الألسن عن مفارقة غريبة هي أن المجموعات المتعايشة في الفضاء الموريتانى لم تٌضمن قاموس لغتها التمييزية أي نمط سلطوي يحفظ خصوصيتها أوفوقيتها على حساب الآخرين، الأمر الذي أسس عمليا بهذه التركيبة الإنسانية المتعددة لمشروعية تاريخية صلبة في منطقة كانت وما زالت نقطة لتلاقح الحضارات والثقافات.
انظر أيضا: 